# Schradera suaveolens
Schradera suaveolens là một loài thực vật có hoa trong họ Thiến thảo. Loài này được (H.Karst.) Steyerm. miêu tả khoa học đầu tiên năm 1963.